# オーストラリア国防軍
オーストラリア国防軍（オーストラリアこくぼうぐん、Australian Defence Force, ADF）は、オーストラリアの軍隊である。

## 概要
オーストラリアは、太平洋とインド洋の二大海洋によって大陸の超大国からは隔離された地政学的な位置にあり、しかも元々はイギリスの植民地であったために軍隊の規模は大きくなかった。
しかし、1901年に国家が成立し、また1905年に日露戦争で日本の脅威が認識される過程で軍の改革が進み、第二次世界大戦以降はアメリカ合衆国の同盟関係の下でオーストラリア軍はその戦力を充実させてきた。
現在では東南アジア諸国との友好関係を保持しつつもオーストラリアの自主国防と大国との軍事的な協力関係を主要な国防政策の目標としている。

## 任務
日本の2014年版の防衛白書によると、オーストラリア軍の任務（2013年）は以下の通りである
。
- 「自国に対する武力攻撃の抑止および撃破」[2]
- 「南太平洋および東ティモールの安定と安全に対する貢献」[2]
- 「東南アジアを優先したインド洋・太平洋地域における有事への貢献」[2]
- 「国際的な安全保障に資する有事への貢献」[2]

## 組織

### 指揮構造
オーストラリア軍の指揮権は憲法68条にはオーストラリア国王の代理の統治者である総督にあると定められているが、これには二通りの憲法解釈が議論されてきた。1つは総督には最高司令官としての独自的な指揮権が認められているというものであり、もう一つは憲法上の指揮権はイギリス国王のように実質的な指揮権を示すものではないというものである。
実際の国防政策の運用では、例えば第二次世界大戦において戦時内閣が設置され、首相、国防大臣、国防次官を含む文官、参謀長を含む武官から構成された。この戦時内閣の決定に沿って参謀長が各部隊に対して指揮権を用いていた。
オーストラリア国防軍の指揮系統は、1903年国防法およびその下位法令に規定されている 。この法律では、国防大臣は「国防軍の統制および運営を統括する」こと、また国防軍司令官と国防次官は「大臣の指示に従わなければならない」ことが定められている 。
結局、1975年に国防法 (Defense Act) が改定されて指揮権は国防軍司令官(Chief of the Defence Force)が持っていると明確に定められることとなる。ただし政軍関係における文民統制を保持するために国防次官が国防軍司令官と共同して軍隊の軍事行政を掌握し、国防大臣は国防軍の軍令と軍政の両方を一元的に管理する位置づけとなった。従って国防大臣の指示に従って国防軍司令官は作戦部隊を指揮するものであるというのが現在の通説である。
国防軍の幹部たちは、国防の特定分野を管理するために任命された下級大臣に対しても責任を負う。アルバニージー内閣の下では、2022年5月以降、2人の閣僚が国防分野の責任を負っている。リチャード・マーレス副首相が国防大臣を務め、マット・キーオが国防人事大臣(Minister for Defence Personnel)兼退役軍人問題大臣(Minister for Veterans' Affairs)を務めている。それに加えて、さらに2名の下級大臣がおり、マット・シスルスウェイトが国防副大臣(Assistant Minister for Defence)兼退役軍人問題副大臣(Assistant Minister for Veterans' Affairs)、パット・コンロイが国防産業大臣(Minister for Defence Industry)を務めている。
国防大臣の管理下にあるオーストラリア国防軍はオーストラリア国防省と合わせてオーストラリア国防機関 (Australian Defence Organisation, ADO) を構成する。国防大臣には補佐組織があるが、シンクタンクや補佐官は存在していない。国防次官と国防軍司令官こそが国防政策の政策過程において重要であり、国防次官は戦略と軍事行政について国防大臣に対して責任を持つ。一方で国防軍司令官は明確な指揮権をオーストラリア軍部隊に対して持っているが、国防大臣に対する責任を有しているわけではない。
国防軍司令官はオーストラリア国防軍における最高位の役職であり、部隊の指揮を執る。国防軍司令官は国防軍で唯一の四つ星将校であり、陸軍大将、海軍大将、空軍大将のいずれかである。部隊指揮の責任に加え、国防軍司令官は国防大臣の主任軍事顧問でもある 。著名な学者で元国防省副次官のヒュー・ホワイト(Hugh White)は、オーストラリア国防軍の現在の指揮系統を批判している。ホワイトは、国防大臣が軍事上の意思決定において過大な役割を果たしており、オーストラリア国防機関(ADO)を効果的に管理するために必要となる十分な権限を国防軍司令官と国防長官に与えていないと主張している。
現在の国防軍の指揮系統では、国防軍の日常管理と軍事作戦の指揮は区別されている。各軍種はオーストラリア国防機関(ADO)を通じて、各軍種の本部長（陸軍本部長、海軍本部長、空軍本部長）により管理される。各軍種の本部は戦闘部隊の募兵、訓練、維持に責任を負う。各軍種の本部長は、所属軍種の責任に関する事項について、国防軍司令官の主任顧問でもある。国防軍司令官は、各軍種の本部長、国防軍副司令官(Vice Chief of the Defence Force)、統合作戦本部長（Chief of Joint Operations）で構成される本部長会議(Chiefs of Service Committee)の議長を務める。
国防軍司令官と各軍種の本部長は、各軍種ごとに独立した軍種司令部に代わって、2017年7月1日に設置された統合されたオーストラリア軍司令部により支援されている。
各軍種の個々の隊員は最終的には各軍種の本部長に属しているが、本部長は軍事作戦を統制することはない。国防軍の作戦指揮は、国防軍司令官に直属する統合作戦本部長が率いる正式な指揮系統を通じて行われる。統合作戦本部長は、統合作戦司令部（HQJOC）に加えて臨時的な統合任務部隊をも指揮する。これらの統合任務部隊は、作戦や訓練演習に参加するために各軍から割り当てられた部隊で構成される。
- 国防大臣（国防省）(Minister for Defence)
- 国防次官(Secretary of the Department of Defence)
  - 副次官
  - 国防科学部長
- 国防軍司令官(Chief of the Defence Force,CDF)
  - 海軍本部長(Chief of Navy,CN)
  - 陸軍本部長(Chief of Army,CA)
  - 空軍本部長(Chief of Air Force,CAF)

### 国防軍司令官
国防軍司令官, Chief of the Defence Force (CDF)
- en:David Johnston (admiral)海軍大将 : 2024年7月 -
- アンガス・キャンベル陸軍大将 : 2018年7月 - 2024年7月10日
- マーク・ビンスキン空軍大将 : 2014年7月 - 2018年7月
- デイヴィッド・ハーレイ陸軍大将、AC、DSC ： 2011年7月4日 - 2014年6月
- アンガス・ヒューストン空軍大将、AO ： 2005年7月4日 - 2011年7月3日
- ピーター・コスグローブ陸軍大将、AC、MC ： 2002年7月4日 - 2005年7月3日
- クリス・バリー海軍大将、AC ： 1998年7月4日 - 2002年7月3日
- ジョン・ベイカー陸軍大将、AC、DSM ： 1995年7月7日 - 1998年 7月3日
- アラン・ボーモント海軍大将、AC、RAN ： 1993年7月17日 - 1995年7月6日
- ペーター・グラティオン陸軍大将、AC、OBE ： 1987年4月13日 - 1993年4月16日
- サー・フィリップ・ベネット陸軍大将、AC、KBE、DSO ： 1984年10月25日 - 1987年4月12日

## 兵員数
オーストラリア軍は59,095人の現役と28,878人の予備役から成り、オーストラリア空軍 (Royal Australian Air Force, RAAF) 、オーストラリア海軍 (Royal Australian Navy, RAN) 、オーストラリア陸軍 (Australian Army) の三軍制を採用している。
ハワイなどのアメリカ軍を別にすればオセアニア最大の軍組織である。
東ティモール、アジア太平洋地域では平和維持活動も行っている。
陸軍30,235人、海軍14,215人、空軍17,375人有している。
予備役は陸軍29,396人、海軍2,150人、空軍2,800人である。

## 活動内容
- Operation Slipper
  - 2001年10月 - アフガニスタンの国際治安支援部隊（ISAF）に参加し、ウルーズガーン州の治安維持を担当。パース作戦（2006年7月）、カカラクの戦い（2009年3月）などを行う。その他にペルシャ湾に軍備を配置。
- Operation Catalyst
  - 2003年7月 - イラク復興協力活動に1,400名を派遣。
- Operation Anode
  - 2003年6月 -ソロモン諸島での平和協力活動。
- Operation Astute
  - 2006年5月 - 東ティモール安定の為に2,600名を派遣。
- Operation Slipper
  - 2014年10月 - イラクで過激派組織ISILへ空爆を実施した。

## 不祥事
- 2020年11月29日、国防軍は2009〜2013年にアフガニスタンに駐留していた特殊部隊の一部が民間人、捕虜39人を不法に殺したことを示す「信用できる証拠」があるとする報告書を発表した。報告書では現役と退役した軍人計19人が警察の調べを受けるべきだとした[14]。2023年3月20日、特殊空挺部隊連隊(SAS)に所属していた元兵士が、アフガニスタンでの戦争犯罪容疑で逮捕された[15]。

## 日本との関係
- 安全保障協力に関する日豪共同宣言（2010年）[16]
- 日豪ACSA（日・豪物品役務相互提供協定）[17]
- 日・豪円滑化協定[18]